# Xã Garfield, Quận Grundy, Illinois
Xã Garfield (tiếng Anh: Garfield Township) là một xã thuộc quận Grundy, tiểu bang Illinois, Hoa Kỳ. Năm 2010, dân số của xã này là 1.586 người.